# Publizist
Der Publizist ist ein Autor, Journalist, Schriftsteller oder Wissenschaftler, der mit eigenen Beiträgen (Publikationen) – etwa Analysen, Artikeln, Aufsätzen, Büchern, Interviews, Kolumnen, Kommentaren, Reden, Rezensionen oder Aufrufen – an der öffentlichen Meinungsbildung zu aktuellen Themen teilnimmt. Der Publizist kann auch Beiträge von anderen Autoren zu einem bestimmten Thema (oder Projekt) zusammenstellen und diese Sammlung unter einem Titel publizieren. Ein angestellter Journalist gilt als Publizist, wenn er mit seinen Thesen, Ansichten oder Forderungen nicht nur für das Medium oder die Medien seines Arbeitgebers, sondern auch in anderen Medien prominent auftritt.

## Andere Bedeutungen
Der Publicist war der Titel einer 1845 von Andreas Friedrich Thiele gegründeten, bis 1874 erscheinenden volkstümlichen Gerichtszeitung.
Im Deutschen Wörterbuch der Brüder Grimm (Leipzig 1854 ff.) wird der Publicist (auch Publizist) als „Kenner des Staatsrechtes (des jus publicum)“ definiert.
„Die Publicisten“ ist der Name eines Walzers von Johann Strauss, der erstmals 1868 in Wien aufgeführt wurde.